# (2773) Brooks
(2773) Brooks es un asteroide que forma parte del cinturón de asteroides y fue descubierto por Carolyn Jean S. Shoemaker el 6 de mayo de 1981 desde el observatorio del Monte Palomar, Estados Unidos.

## Designación y nombre
Brooks recibió inicialmente la designación de 1981 JZ2.
Más tarde, en 1991, se nombró en honor del astrónomo estadounidense William Robert Brooks (1844-1921).

## Características orbitales
Brooks orbita a una distancia media de 2,328 ua del Sol, pudiendo acercarse hasta 1,998 ua y alejarse hasta 2,658 ua. Su inclinación orbital es 3,671 grados y la excentricidad 0,1419. Emplea 1297 días en completar una órbita alrededor del Sol.

## Características físicas
La magnitud absoluta de Brooks es 13,1.